# Jangle

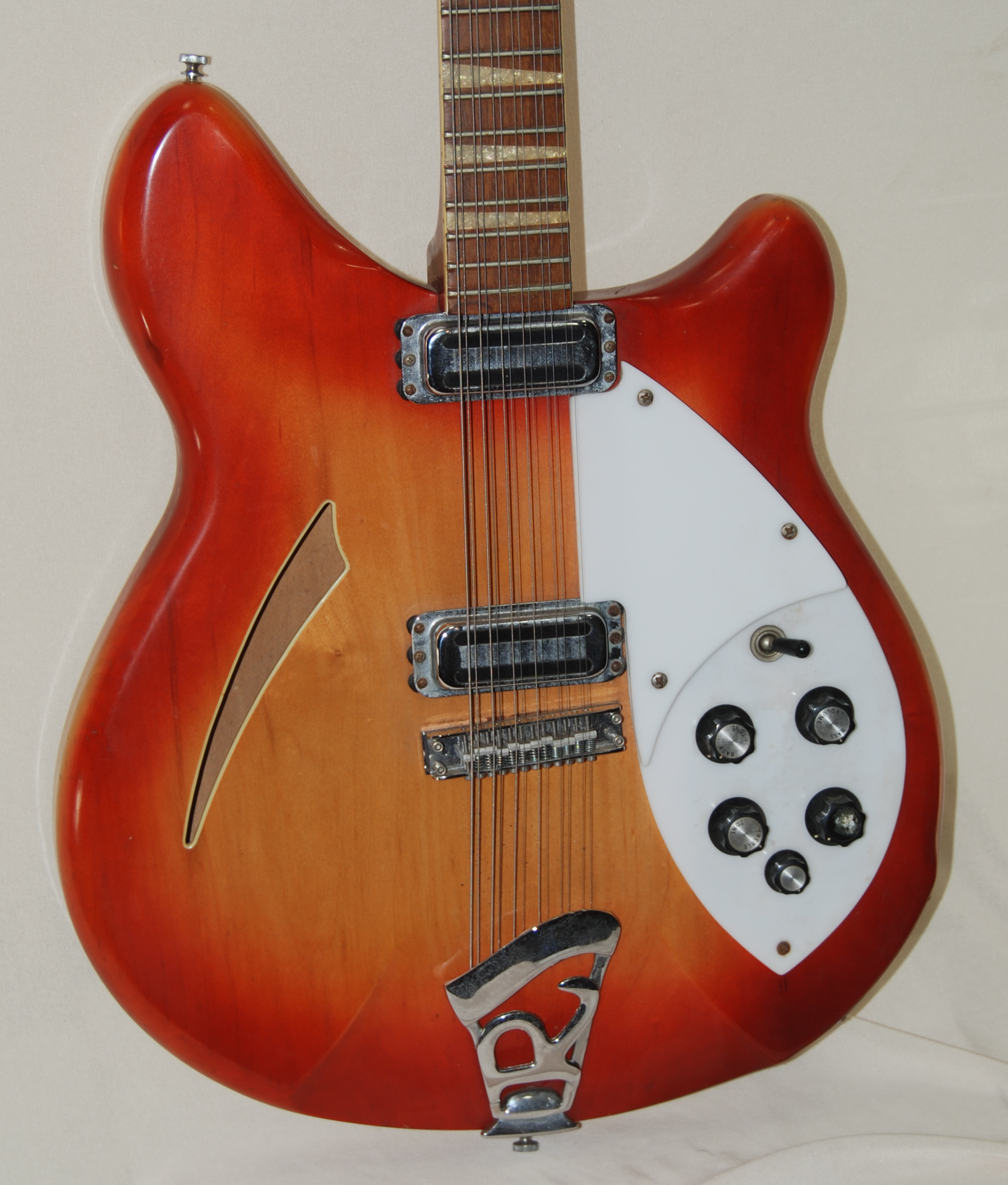
Una Rickenbacker 360/12, idéntica al modelo comúnmente utilizado para producir el sonido «jangly» de las guitarras en los 60.

El jangle o jingle-jangle se refiere al característico sonido limpio y agudo de guitarras eléctricas pesadas (particularmente de doce cuerdas) tocadas con acordes (rasgueado o arpegiado) en un estilo «drone», es decir, a base de notas pedal. El sonido ha sido principalmente asociado con la música pop, así como con la escena musical de los 60, el folk rock, y la música indie de los 80. Esta última siendo a veces considerada como su propio subgénero, el jangle pop. Los críticos musicales suelen ocupar el término para referirse al pop de guitarra con sonidos más brillantes y evocativos.
Pese a la existencia de precursores como The Searchers y The Everly Brothers, los Beatles y The Byrds son comúnmente acreditados como los que popularizaron el sonido jangle. El nombre en si deriva de la frase «in the jingle-jangle morning, I'll come following you» de la versión de The Byrds de la canción «Mr. Tambourine Man» de Bob Dylan.

## Definición y orígenes

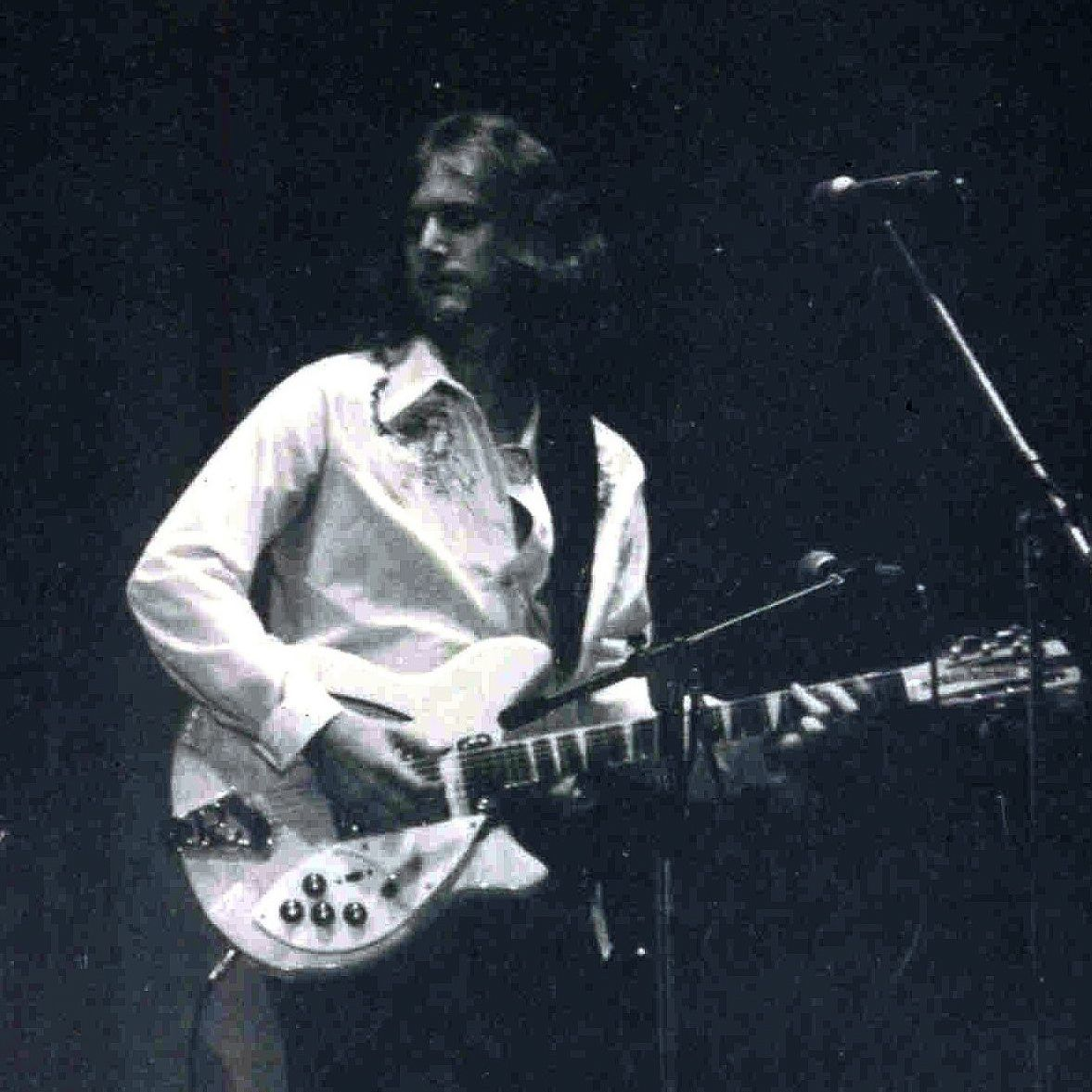
Roger McGuinn de The Byrds tocando su guitarra de 12 cuerdas en 1972.

Jangle en habla inglesa es un sustantivo/adjetivo que los críticos musicales suelen ocupar para referirse al pop de guitarras que produce un sentimiento radiante o cálido. El verbo «to jangle», de origen germánico, significa «sonar discordantemente, ásperamente o desagradablemente». Pero el uso más moderno del término se origina de la frase «in the jingle-jangle morning, I'll come following you» de la rendición de 1965 de The Byrds a la canción «Mr. Tambourine Man» de Bob Dylan, la cual sería reforzada por el sonido de una guitarra eléctrica de doce cuerdas. De acuerdo al músico y académico Matthew Bannister, el término «implica un enfoque más pop y mainstream» fuertemente relacionado con el «indie pop puro». Escribiendo:

Jangle can be understood as a subspecies of drone: trebly, relatively clean (undistorted) guitar sound played in (often) a chordal style: either strummed or arpeggiated (sounding each string in a chord separately) but generally repeating notes (pedal) over the top of a chord sequence. Pedals are normally open strings that also resonate overtones [...]  This style was strongly identified with 1960s guitar bands, especially the Byrds [and has since] characterised the sound of acts like R.E.M. and The Smiths [...]
[El] jangle puede ser entendido como una subespecie de drone: un sonido de guitarra agudo y relativamente limpio (sin distorsión) tocado (usualmente) con acordes: ya sea rasgueado o arpegiado (haciendo sonar cada cuerda de un acorde por separado) pero en general repitiendo las notas (pedal) sobre una secuencia de acordes. Las notas pedal son normalmente cuerdas al aire que resuenan en sobretonos [...] Este estilo se relacionó fuertemente con las bandas de guitarra de la década de 1960, especialmente The Byrds [y desde entonces] han caracterizado el sonido de grupos como R.E.M. y The Smiths [...]
White Boys, White Noise: Masculinities and 1980s Indie Guitar Rock

También se le ha atribuido el desarrollo de un subgénero propio, el «jangle pop», cuyas características principales son, como su nombre indica, el sonido jangle de las guitarras de doce cuerdas, y las melodías pop al estilo de los 60. The Everly Brothers y The Searchers sentarían las bases del jangle entre finales de los 50 y mediados de los 60, con canciones como «All I Have to Do Is Dream» (1958) y «Needles and Pins» (1964). John McNally de The Searchers especularía que The Byrds podrían haberse influenciado en las guitarras de «Needles and Pins», agregando que el sonido de la canción «fue un total error, y ni siquiera fue hecho con guitarras de doce cuerdas. Usamos dos guitarras normales de seis cuerdas tocando el mismo riff y agregamos un poco de echo y reverb [...] y todo el mundo pensó que estábamos usando doce cuerdas».

## Popularización

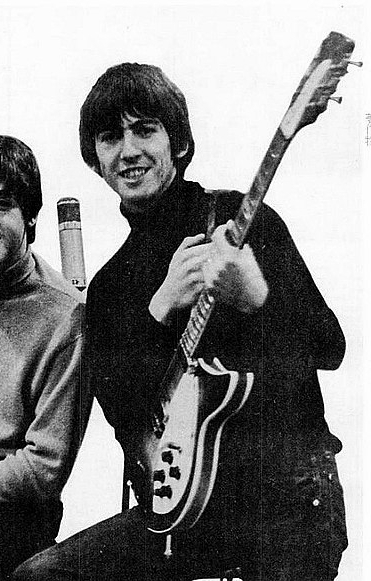
George Harrison de The Beatles, quien popularizó la Rickenbacker 360/12.

Pese a haber iniciado después que The Everly Brothers y The Searchers, los Beatles y The Byrds son comúnmente acreditados con haber popularizado el jangle pop. A mediados de los años 60, The Beatles inspirarían a muchos artistas a comprar guitarras de doce cuerdas por medio de canciones como  «A Hard Day's Night» (julio de 1964), «Words of Love» (octubre de 1964), «What You're Doing» (diciembre de 1964) y «Ticket to Ride» (junio de 1965). Las Rickenbacker eran caras y raras, pero podían crear un sonido limpio y brillante que no podía ser replicado por guitarras Telecaster, más «twangly», o las Les Paul, de tono «pesado, menos afilado». El uso de la Rickenbacker por parte del guitarrista principal George Harrison ayudaría a difundir el modelo, mientras que su sonido jangly llegaría a ser acuñado por Melody Maker como «el arma secreta» de The Beatles.
Harrison aparecería tocando su Rickenbacker en la película de The Beatles de 1964, A Hard Day's Night; al ver el filme, Roger McGuinn, guitarrista de The Byrds, inmediatamente intercambiaría su guitarra acústica por una Rickenbacker de doce cuerdas. The Byrds modelarían su sonido en The Beatles y constantemente incluirían la Rickenbacker en sus grabaciones. Lo que finalmente se nombraría como el sonido «jingle-jangle» o «jangle» sería desvelado con el sencillo debut de The Byrds «Mr. Tambourine Man» en abril de 1965.
Para junio, la canción se encontraba liderando las listas de éxitos musicales de Estados Unidos y Reino Unido, ayudando a extender la moda del folk rock. El crítico de AllMusic William Ruhlmann, escribiría que después del éxito del tema, «parecia que la mitad de grabaciones en Los Ángeles, o allanaron el repertorio de Dylan por material... o escribieron y grabaron material que sonara como tal». Harrison mismo copiaría el estilo de tocar de McGuinn para la canción de The Beatles «If I Needed Someone», publicada en diciembre de 1965 en su álbum Rubber Soul.

## Legado
El sonido jangle desde entonces ha llegado a ser considerado como una de las cosas más emblemáticas de la década de los 1960 y del movimiento del folk rock. En 2018, Damian Fanelli de Guitar World citó el «distintivo jangle de la Rickenbacker de 12 cuerdas» de Roger McGuinn entre los «más Influyentes e imitados sonidos de guitarra de los últimos 53 años». Bannister escribió que el sonido era ideal para bandas con un solo guitarrista que deseaba rellenar y causar una sensación de continuidad a su música. Sin embargo, pocas de las bandas subsecuentes influenciadas por el jangle de los Byrds serían grupos de folk rock como estos. Desde los sesenta, el jangle ha estado presente en diversos géneros, incluyendo el power pop, la psicodelia, el new wave, el pospunk, y el lo-fi.
En los 80, las bandas más prominentes del indie rock temprano fueron grupos jangle como R.E.M. y the Smiths. El término «New Sincerity» también sería vagamente usado para describir un grupo de bandas similares en la escena musical de Austin, Texas. El interés en el sonido jangle sería subsecuentemente suplantado por un estilo de drone más pesado y agresivo, característica que se haría común en géneros como el grunge. Este tipo de drone sería señalado como más «auténtico» para la música rock. Siendo principalmente ejemplificado por la técnica de los Pixies de contrastar versos minimalistas con guitarras ruidosas y distorsionadas en estilo drone durante los coros de las canciones. Contrario a lo común, la banda de grunge Alice in Chains adaptaría un estilo de jangle pop para su EP de 1994 Jar of Flies.
A principios de los 2010, el vocablo «New Melbourne Jangle» sería acuñado para describir a una proliferación de bandas de indie pop en Melbourne, Australia. Estos grupos serían posteriormente catalogados como «dolewave», siendo definido el jangle como una de sus principales características.